# الصراع في ولاية راخين (2016–اليوم)
اندلعت الصدامات العنيفة في القسم الشمالي من ولاية راخين، في ميانمار، واستمرت منذ أكتوبر عام 2016. أدت هجمات المتمردين التي قادها جيش إنقاذ روهينغا أراكان إلى عنف طائفي مارسه جيش ميانمار والسكان المحليون البوذيون ضد مسلمي الروهينغا، وأغلبهم من المدنيين. أشعل الصراع احتجاجًا دوليًا، ووصفته مفوضية الأمم المتحدة السامية لحقوق الإنسان بالتطهير العرقي. ازداد الوضع سوءًا في أغسطس عام 2017، وفرّ مئات آلاف اللاجئين من ميانمار إلى بنغلاديش، ويُقدر عدد اللاجئين الواصلين بحلول 27 سبتمبر عام 2017 بنحو 500 ألف لاجئ. في يناير 2019، شن متمردو جيش أراكان هجومًا على مراكز الشرطة الحدودية في بلدية بوسيتانغ، فانخرط المتمردون في الصراع وشرعوا حملتهم العسكرية ضد الجيش البورمي في شمال ولاية راخين.تعرضت أقلية الروهينغا المسلمة في المنطقة إلى الاضطهاد منذ فترات تاريخية طويلة. يحظر قانون الجنسية البورمية الصادر عام 1982 حصول الروهينغا على حق المواطنة، وأدت العمليات العسكرية ضد الروهينغا في أعوام 1978 و1991 و1992 إلى نزوحهم من كافة أنحاء ولاية راخين. أدى العنف الطائفي بين البوذيين ومسلمي الروهينغا في ولاية راخين، ضمن عامي 2012 و2013، إلى موجات نزوح جماعي.
بدأ الصراع الحالي في 9 أكتوبر عام 2016، عندما هاجم متمردو جيش إنقاذ روهينغا أراكان المراكز الحدودية البورمية على طول الحدود الفاصلة بين بنغلاديش وميانمار. ردًا على ذلك، شنّت السلطات البورمية «عمليات تصفية» بين أكتوبر 2016 ويونيو 2017، أسهمت في قتل أكثر من ألف مدني من الروهينغا وفق مسؤولي الأمم المتحدة. عقب هجمات جيش إنقاذ الروهينغا على النقاط العسكرية البورمية في 25 أغسطس عام 2017، اندلع العنف الطائفي مرة أخرى في شمال ولاية راخين. ادعى الجيش البورمي لاحقًا مقتل 400 متمرد خلال الاشتباكات التي عقبت الحادثة. على أي حال، تقدر الأمم المتحدة مقتل ألف شخص بين 25 أغسطس و8 سبتمبر. بحلول شهر سبتمبر، أدى العنف ضد الروهينغا إلى فرار 389 ألف شخص من منازلهم.
وجه زعماء أجانب –كالأمين العام للأمم المتحدة ومسؤولون رفيعوا المستوى في المنظمة، إلى جانب مجلس الأمن أيضًا– انتقادات شديدة للإجراءات التي اتخذتها حكومة ميانمار خلال الصراع، وعلى الرغم من اعترافهم بالهجمات الأولى التي شنها متمردو الروهينغا، لكنهم طالبوا حكومة ميانمار بكبح قواتها والفصائل المقاتلة، والتوقف عن مهاجمة المدنيين.
نشرت منظمة العفو الدولية تقريرًا في 27 يونيو عام 2018 يفصّل الجرائم ضد الإنسانية التي ارتكبتها وحدات الجيش البورمي قبل وبعد هجمات جيش إنقاذ الروهينغا في 25 أغسطس 2017. أورد التقرير أيضًا أن تلك الوحدات أُرسلت إلى ولاية راخين بعد فترة قصيرة جدًا من وقوع الهجمات الأولى، ما يشير إلى أن عمليات القمع مُخطط لها مسبقًا.

## خلفية
الروهينغا هي أقلية عرقية تعيش في المنطقة الشمالية من ولاية راخين في ميانمار بشكل رئيس، وتوصف على أنها أكثر الأقليات تعرضًا للاضطهاد في العالم. يعتبر الروهينغا أنفسهم أحفاد التجار العرب والمجموعات الأخرى التي استوطنت المنطقة منذ عدة أجيال. عقب أعمال العنف في ولاية راخين عام 2012، يستخدم المؤلفون الأكاديميون مصطلح روهينغا للإشارة إلى المجتمع الإسلامي في شمال راخين. على سبيل المثال، يستخدم البروفيسور آندرو سيلث من جامعة غريفيث مصطلح «روهينغا»، لكنه يوضح أن «هؤلاء هم مسلمون بنغاليون عاشوا في ولاية أراكان... وصل أغلب الروهينغا إلى المنطقة تزامنًا مع وصول المستعمرين البريطانيين في القرنين التاسع عشر والعشرين». برزت شعبية المصطلح لدى مجتمع الروهينغا في المهجر منذ تسعينيات القرن الماضي، لكن قسمًا لا بأس به من المسلمين في شمال راخين يجهلون مصطلح روهينغا، ويفضلون استخدام بدائل آخرى. ذكر المؤرخون أن الروهينغا تواجدوا في المنطقة منذ القرن الخامس عشر. على أي حال، حظرت حكومة ميانمار منح حق المواطنة للروهينغا، وتعدّهم لاجئين غير شرعيين من بنغلاديش.
في العصور الحديثة، يعود تاريخ اضطهاد الروهينغا في ميانمار إلى سبعينيات القرن الماضي. منذ ذلك الحين، كان الروهينغا هدفًا لعمليات الاضطهاد على يد الحكومة والبوذيين القوميين. غالبًا ما استغلت الحكومات العسكرية السابقة لميانمار التوترات التي ظهرت بين مختلف الجماعات الدينية في البلاد. وفقًا لمنظمة العفو الدولية، عانى الروهينغا من انتهاكات حقوق الإنسان تحت حكم الدكتاتوريات العسكرية منذ عام 1978، وفرّ الكثيرون جراء الاضطهاد إلى بنغلاديش المجاورة. في عام 2005، ساعدت المفوضية السامية للأمم المتحدة لشؤون اللاجئين في إعادة الروهينغا إلى وطنهم من بنغلاديش، لكن مزاعم انتهاكات حقوق الإنسان في مخيمات اللاجئين هددت هذا المسعى. في عام 2015، بقي 140 ألف روهينغي في مخيمات النزوح الداخلي عقب أعمال العنف الطائفية عام 2012.

## صراع الروهينغا

### اشتباكات 2016–2017

#### 2016
في 9 أكتوبر، هاجم عددٌ من المتمردين المجهولين 3 مراكز حدودية بورمية على طول الحدود الفاصلة بين ميانمار وبنغلاديش. وفقًا للمسؤولين الحكوميين في بلدة منغدو الحدودية التي تقطنها أغلبية من الروهينغا، حمل المهاجمون أسلحة كالسكاكين والمناجل والمصيادات محلية الصنع لإطلاق المسامير المعدنية. قُتل 9 ضباط حدود خلال ذلك الهجوم، وسرق المتمردون 48 بندقية و6624 رصاصة و47 حربة و164 خرطوش رصاصة. قُتل 4 جنود بورميين أيضًا بعد يومين. حمّل المسؤولون الحكوميون في ولاية راخين منظمة التضامن الروهينغية مسؤولية تلك الهجمات، وهي جماعة إسلامية متمردة كانت نشطة بشكل رئيس في ثمانينيات وتسعينيات القرن الماضي، لكن جماعة تُطلق على نفسها اسم حركة اليقين أعلنت مسؤوليتها عن الحدث.
عقب الهجمات في شهر أكتوبر، أعلن جيش ميانمار «عمليات تصفية» –والتي نُظر إليها عالميًا على أنها قمع عسكري ضد أقلية الروهينغا– في قرى شمال ولاية راخين. في العملية الأولى، قُتل عشرات الأشخاص واعتُقل كثيرون. فرض الجيش حظر تجول، ومنعت وصول المساعدات الغذائية –التي يقدمها برنامج الأغذية العالمي– إلى 80 ألف شخص في ولاية راخين. تزايد عدد الإصابات تزامنًا مع استمرار القمع. نفّذ الجيش البورمي عمليات اعتقال تعسفي وقتل خارج نطاق القضاء وعمليات اغتصاب جماعي ونهب. قُتل مئات الروهينغا بحلول ديسمبر عام 2016، وفرّ الكثيرون من ميانمار بصفة لاجئين بحثًا عن الأمان في المناطق القريبة من بنغلاديش.
أعلن رئيس الشرطة في ولاية راخين، العقيد سين لوين، في 2 نوفمبر أن قواته بدأت تجنيد السكان المحليين من غير الروهينغا لإنشاء فرع جديد من «الشرطة الإقليمية»، وجرى تدريبهم في سيتوي، عاصمة ولاية راخين، وأُعيد إرسالهم إلى قراهم. كان الهدف المعلن من تجنيد تلك القوات هو الدفاع عن القرى ضد متمردي الروهينغا، لكن منظمات حقوق الإنسان انتقدت تلك الحركة، وقالت أن الفرع الجديد أُنشئ على الأرجح بهدف إنزال مزيدٍ من الاضطهاد بحق المدنيين الروهينغا.
اندلعت اشتباكات جديدة في 13 نوفمبر، وأدت إلى وفاة شرطي وجندي و6 متمردين. اعتقلت الشرطة البورمية لاحقًا 36 متمردًا اشتبه بصلتهم بالهجمات. استمر القتال، وفي اليوم الثالث، ارتفعت حصيلة القتلى إلى 134 (102 متمردًا و32 من قوات الأمن). أعلنت الحكومة لاحقًا اعتقال 234 شخصًا للاشتباه بصلتهم بالهجمات. حُكم على بعض المعتقلين بالإعدام للاشتباه بانخراطهم في الهجمات.